# 2016: 오바마즈 아메리카
《2016: 오바마즈 아메리카》(2016: Obama's America)는 미국에서 제작된 존 설리번 감독의 2012년 다큐멘터리 영화이다. 디네시 디수자 등이 주연으로 출연하였다.
이 영화의 박스 오피스 성적은 성공적이었으며 미국에서 33,400,000 달러의 수익을 거둬들였다.

## 출연

### 주연
- 디네시 디수자